# Le Scalpel
Le Scalpel est une revue médicale belge publiée de 1848 à 1971. 

## Historique
Elle a été fondée à Liège en 1848 par Auguste Festraets et s'impose rapidement comme le plus important journal médical de Belgique. En 1971, le journal publie son dernier numéro.

## Rédacteurs en chef
- Auguste Festraets (1848-1883)
- Léopold Dejace (1883-1926)
- Jean Delchef (1926-1942)
- Joseph Tricot-Royer (1942-1971)